# Werner Baumann (Manager)

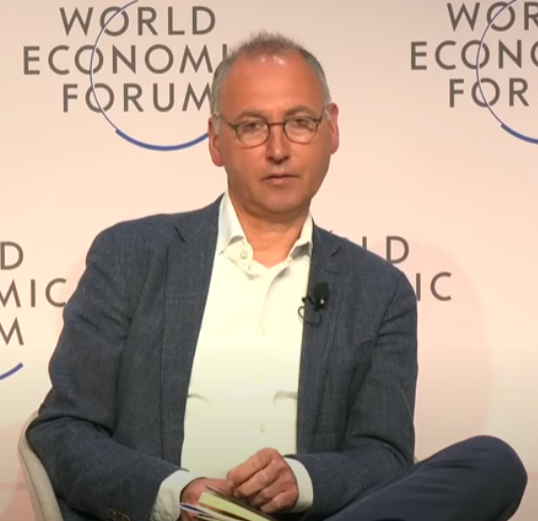

Werner Baumann (* 6. Oktober 1962 in Krefeld) war seit dem 1. Mai 2016 Vorstandsvorsitzender der Bayer AG. Er gilt als der Hauptverantwortliche für die Übernahme von Monsanto, die zu einem erheblichen Wertverlust des Konzerns führte. Am 31. Mai 2023 ging er vorzeitig in den Ruhestand; der Aufsichtsrat hatte Bill Anderson zum 1. Juni 2023 als seinen Nachfolger bestellt.

## Leben und Wirken
Baumann wurde am 6. Oktober 1962 in Krefeld als Sohn eines Bäckers geboren. Nach dem Studium der Wirtschaftswissenschaften an der RWTH Aachen und der Universität zu Köln trat der Diplom-Kaufmann mit Spezialgebiet Steuern und Bilanzierung 1988 in die Bayer AG ein. In Leverkusen bekam er erste Aufgaben im Ressort Konzernfinanzen. 1991 übernahm er eine Position im Controlling der Bayer Hispania Comercial in Barcelona. Hier wurde er 1995 Assistent der Geschäftsführung. Ein Jahr später wechselte Baumann zur Bayer Corporation nach Tarrytown, USA. Dort leitete er zuletzt die globale Organisation Business Planning & Administration für den Geschäftsbereich Diagnostika. Im Juli 2002 kehrte Baumann nach Deutschland zurück und wurde Mitglied des Executive Committees und Leiter Central Administration & Organization von Bayer HealthCare. Im Oktober 2003 erfolgte die Berufung in den Vorstand des neu gegründeten Teilkonzerns Bayer HealthCare AG, wo er außerdem die Funktion des Arbeitsdirektors innehatte. Zudem begleitete er als Vorstandsmitglied und Arbeitsdirektor von Bayer Schering Pharma von 2006 bis September 2009 die Integrationsphase des Unternehmens in den damaligen Teilkonzern.
Zum 1. Januar 2010 wurde Baumann Finanzvorstand der Bayer AG. Vom 1. Oktober 2014 bis zu seiner Ernennung zum Vorstandsvorsitzenden zum 1. Mai 2016 war er im Konzernvorstand für die Bereiche Strategie und Portfoliomanagement und darüber hinaus für die Region Europa, Naher Osten und Afrika zuständig. Von April bis Ende Dezember 2015 war Baumann zusätzlich Vorsitzender des Vorstands der Bayer HealthCare AG. Im September 2020 verlängerte der Aufsichtsrat Baumanns zur Hauptversammlung 2021 auslaufenden Vertrag um weitere 3 Jahre. Im Dezember 2020 kündigte Baumann seinen Rückzug von der Konzernspitze für das Jahr 2024 an und gab an, dass er auch keine andere Position im Konzern anstrebe. Im Februar 2023 kündigte Bayer an, dass Baumann Ende Mai 2023 in den vorzeitigen Ruhestand gehen werde. Sein designierter Nachfolger Bill Anderson übernahm zum 1. Juni 2023 den Vorstandsvorsitz.
Seit Oktober 2023 gehört Baumann dem Board of Directors des US-Pharmagroßhändlers Cencora (bis 2023 AmerisourceBergen) an.

### Folgen der Monsanto-Übernahme
Baumann gilt als Verantwortlicher für die umstrittene Übernahme des US-amerikanischen Saatgutspezialisten Monsanto durch Bayer. Bereits als Finanzvorstand hatte Baumann die Übernahme von Monsanto angestrebt, wobei er die Unterstützung des damaligen Aufsichtsratsvorsitzenden Werner Wenning hatte. Der damalige Vorstandsvorsitzende Marijn Dekkers, der die Übernahme ablehnte, beendete deshalb seinen Vertrag mit Bayer vorzeitig und Baumann übernahm zum 1. Mai 2016 den Vorstandsvorsitz. Nur wenige Wochen nach seinem Amtsantritt kündigte Bayer in einer Ad-hoc-Meldung an, Monsanto für 122 $ pro Aktie übernehmen zu wollen. Monsanto lehnte das Angebot als zu niedrig ab, nach weiteren Verhandlungen einigte man sich schließlich auf 128 $ pro Aktie und die beiden Firmen unterzeichneten Mitte September 2016 ein Fusionsabkommen. Erst im August 2018 konnte nach Klärung aller kartellrechtlichen Fragen und Vorliegen der behördlichen Genehmigungen die Integration von Monsanto in Bayer beginnen. Erst zu diesem Zeitpunkt hatte Bayer erstmals vollen Einblick in die Unterlagen von Monsanto.
Die Übernahme von Monsanto bedeutete einen Imageverlust und vor allem auch erhebliche finanzielle Verluste für Bayer. Tausende von Anwendern des Pflanzenschutzmittels Glyphosat klagten in den USA wegen gesundheitlicher Schäden, die sie auf das Mittel zurückführen, auf Schadenersatz. Bayer zahlte bereits hohe Summen an Entschädigungen, entweder nach Gerichtsurteilen oder nach Vergleichsverhandlungen. Ende 2022 belief sich die Rückstellung für noch offene Schadensersatzzahlungen auf 6,4 Milliarden Dollar.
Durch die Probleme infolge der Monsanto-Übernahme erlitt die Bayeraktie hohe Kursverluste. Am 26. April 2019 wurde Baumann auf der Hauptversammlung mit 55,5 % Gegenstimmern die Entlastung verweigert. Baumann ist der erste amtierende Vorstandschef eines DAX-Konzerns, dem die Aktionäre das Vertrauen entzogen haben. Dies hatte für Baumann jedoch keine Konsequenzen; der Aufsichtsrat sprach ihm weiter das Vertrauen aus. Auf der Hauptversammlung 2020 wurde Baumann auch von den Aktionären die Entlastung erteilt.
Die Folgen der Monsanto-Übernahme und die Kritik an Baumann werden auch als Grund für seinen vorzeitigen Rücktritt vom Vorstand im Mai 2023 gesehen. Nach Aussage des Fonds-Managers Jens Erhardt hat die Bayer AG im Jahr 2023 nur noch eine Marktkapitalisierung der Hälfte des für Monsanto bezahlten Kaufpreises.

### Mitgliedschaften und Privates
Baumann ist Schatzmeister des Kulturkreises der deutschen Wirtschaft und war von 2013 bis 2017 Präsident des Deutschen Aktieninstituts. Darüber hinaus ist er als Senator bei acatech – Deutsche Akademie der Technikwissenschaften tätig.
Er ist verheiratet und hat vier Kinder.

## Auszeichnungen
- 2016   Negativpreis Dinosaurier des Jahres verliehen durch den Naturschutzbund Deutschland mit der Begründung, dass die von ihm eingeleitete Übernahme von Monsanto im Widerspruch zu einer „gift- und gentechnikfreien Landwirtschaft“ stehe.[25]
- 2021 German Diversity Award, Ehrenpreis[26]